# Languedoc-Roussillon
Languedoc-Roussillon (okcitansko Lengadòc-Rosselhon, katalonsko Llenguadoc-Rosselló) je bila regija na jugu Francije.
Regija je do vključitve v večjo regijo regiji Oksitanijo zajemala departmaje Aude, Gard, Hérault in Pyrénées-Orientales na sredozemski obali, pa tudi geografsko popolnoma drugačen departma v Centralnem masivu, Lozère.
Regija je imela površino 27.376 km² in 2.810.383 prebivalcev (stanje 1. januar 2017). Glavno mesto regije je bilo Montpellier.

## Zgodovina

### Zgodnja zgodovina
Bližnja delta Rone je ena tistih regij, v katero je neolitik, razširjen iz Levanta,  verjetno prišel že med 7000 in 6500 pr. n. št.. Kmečka kultura se je nato razširila tako v dolino Rone kot na zahod. V Languedoc-Roussillonu je za seboj pustil množico megalitskih dokazov v obliki dolmenov (Le Morrel de las Fadas ali Lo Morrel dos Fados) in menhirjev, pa tudi kamnitih krogov  Lacam de Peyrarines). Nekateri so tudi polmegalitski (Dolmen de Gallardet je dopolnjen s kamni manjšega formata v suhozidu) ali pa se prekrivajo z njimi (dolmens Ronc Traoucat, Fringayrolles). Dolmen de Coste-Rouge v Héraultu je zelo podoben sardinskemu kompleksu Sa Coveccada.
Približno 20 kilometrov od Montpellierja, v bližini majhne vasice Viols-en-Laval, je znan prazgodovinski kraj: Cambous je najstarejša obnovljena vas v Franciji. Izvira med letoma 4300 in 2200 pr. n. št. v bakreno dobo. V teh stoletjih je obstajala tako imenovana kultura Fontbouisse, ki so ji pripadali prebivalci Cambousa. Štela je več kot 200 majhnih vasi te vrste, le komaj 20 % pa jih je bilo arheološko pregledanih. Cambous je leta 1967 izkopal Henri Canet. Arheologi iz prazgodovinskega društva Languedocienne upravljajo najdišče prostovoljno.
Evropski prazgodovinski center (z muzejem) je v Tautavelu, park dinozavrov pa v Mèzu.

### Srednji vek
Tako kot velik del današnje južne Francije, je bil Languedoc francoski kroni podvržen šele v visokem srednjem veku (13. stoletje). Plemiška Oksitanija je bila tradicionalno bolj sovražna do francoskega kralja. Izgovor za to je prispeval verski in cerkveno kritični tok katarov, ki je bil v tistem času zelo razširjen in ki sta ga kralj in papež močno preganjala, uničena pa je bila tudi cvetoča oksitanska kultura. Albižansko križarsko vojno pod Simonom IV. de Montfortom so  začeli leta 1209: 22. julija 1209 so bili pobiti vsi prebivalci mesta Béziers (približno 20.000); temu je sledil pokol v Minerveu 22. julija 1210 in nadaljnja grozodejstva v Bramu, Lastoursu, Lavaurju in drugod. Druga križarska vojna je potekala leta 1226 pod neposrednim vodstvom francoskega kralja, ki je bil ob prihodu na vojno območje že mrtev. Tretja in zadnja križarska vojna je nato končala zadnje ostanke katoliške kulture ob obleganju gradu grad Montségur leta 1244; grad Quéribus je zdržal enajst let dlje. Baza (severnih) Francozov je postalo utrjeno mesto Carcassonne.

### Sodobnost
Sedanji departmaji Aude, Gard, Hérault in Lozère so bili do začetka francoske revolucije (1789) del zgodovinske province Languedoc; današnji depatma Pyrénées-Orientales je tvoril zgodovinsko provinco Roussillon.
Z ustanovitvijo francoskih regij leta 1960 se je v sedanjih mejah pojavila regija Languedoc-Roussillon. Leta 1972 je regija pod vodstvom deželnega prefekta dobila status Établissements public (javne ustanove). Zakon o decentralizaciji iz leta 1982 je regijam podelil status collectivités teritoriales (lokalne oblasti), ki so jih do tedaj imele le občine in departmaji. Leta 1986 so bili regionalni sveti prvič neposredno izvoljeni. Od takrat so se pristojnosti regije glede centralne vlade v Parizu postopoma širile.
1. januarja 2016 se je regija Languedoc-Roussillon združila s sosednjo regijo Jug-Pireneji in nastala je nova regija Oksitanija

## Geografija
Languedoc-Roussillon je na jugu Francije in meji na nekdanji francoski regiji Provansa-Alpe-Azurna obala in Rona-Alpe na vzhodu, na Auvergne na severu in nekdanjo regijo Jug-Pireneji na zahodu. Državi Španija in Andora ležita na jugozahodu, južno mejo pa oblikuje Sredozemsko morje.
Languedoc-Roussillon je znana po svojem jamskem svetu. Za turizem je odprtih 15 jam. Stalaktitne formacije se lahko občuduje v neverjetnih oblikah in barvah ter ozkih galerijah ali ogromnih dvoranah. V nekaterih jamah so tudi skalne formacije, ki spominjajo na umetniška dela, kot so na primer, 100.000 vojakov v jami Trabuc ali Méduse, velik, prozoren bel stalaktit v Grotte de Clamouse z jezerom in podzemno reko.
Izjemna celinska plovna pot Canal du Midi iz 17. stoletja, ki povezuje Garono in s tem tudi Atlantik s Sredozemskim morjem, je bila leta 1996 vpisana na Unescov seznam svetovne dediščine. Prekop sestavljajo impresivne zgradbe, na primer zapornice Fonserannes blizu Béziersa, rojstnega kraja graditelja kanalov Pierre-Paula Riqueta

## Grb
Blazon: zlat toulouški križ na rdeči podlagi. Štiri zlate črte na četrtem polju.
Simbolika: Štiri črte spominjajo na katalonsko Senjero, zastavo ki je zgodovinsko povezana z grofom Barcelone, kasneje tudi vladarja Aragonske krone.

## Prebivalstvo

### Mesta
Najbolj naseljena mesta v Languedoc-Roussillon so: 
| Mesto       | št. prebivalcev (2017) | Departema           |
| ----------- | ---------------------- | ------------------- |
| Montpellier | 285.121                | Hérault             |
| Nîmes       | 150.610                | Gard                |
| Perpignan   | 120.158                | Pyrénées-Orientales |
| Béziers     | 77.177                 | Hérault             |
| Narbonne    | 54.700                 | Aude                |
| Carcassonne | 46.031                 | Aude                |
| Sète        | 43.229                 | Hérault             |
| Alès        | 40.219                 | Gard                |
| Lunel       | 26.239                 | Hérault             |
| Agde        | 28.609                 | Hérault             |

### Jezik
Languedoc tradicionalno spada v okcitansko jezikovno območje, Roussillon - v katalonščino. Vendar je, tako kot v celotni Franciji, uradni jezik le francoščina, ki je danes tudi materni jezik večine prebivalstva. Konec koncev imata okcitanščina in katalonščina skromen status kot izbirna v šolah in na univerzah.

## Gospodarstvo
V primerjavi z BDP EU, izraženim v standardih kupne moči, je regija leta 2006 dosegla indeks 86,1 (EU-27 = 100).

### Turizem
Turizem je za regijo zelo pomemben. V Languedoc-Roussillonu je nekaj zelo znanih znamenitosti:
- rimski akvadukt-most Pont du Gard,
- Canal du Midi, ki ga lahko uporabljajo tueistični čolni,
- mesto Nîmes (z amfiteatrom, ki je še danes v uporabi),
- Carcassonne - največja evropska ohranjena trdnjava iz srednjega veka, ena najčudovitejših kulturnih znamenitosti v Franciji, Unescova svetovna dediščina od leta 1997
- Montpellier
- Sète – idilično ribiško mesto leži med Sredozemskim morjem in lagunskim jezerom Étang de Thau. Skozi mesto vodi sistem kanalov, ki povezujejo morje in jezero.
- Petite Camargue v delti Rone, ki je med drugim znan po rojih plamencev in po belih Camargueških konjih

Skozi regijo vozita dva turistična vlaka:
- "Vlak Jaune" (rumeni vlak) je obratoval na Ligne de Cerdagne (od 1920) in je najvišja železniška proga v Franciji
- „Train du Pays Cathare et du Fenouillèdes“ (TPCF) (na spletu na: tpcf.fr.)

## Kultura

### Glasba
Aimeric de Peguilhan, Giraut de Bornelh in Bertran de Born so imeli v srednjem veku glavni vpliv na trubadursko glasbo. Velja, da tradicija trubadurjev izvira iz te regije.
Romantični glasbeni skladatelj Déodat de Séverac se je rodil v regiji in se po šolanju v Parizu vrnil v domov, da bi komponiral. V svoje skladbe si je prizadeval vključiti avtohtono glasbo iz območja.

### Vino
V regiji Languedoc-Roussillon imajo 740.300 hektarjev (2.996 km²) vinogradov, kar je trikrat večja površina kot v Bordeauxu, zato je regija že nekaj stoletij pomembno vinarsko središče. Trdijo, da vinogradi obstajajo na jugu Francije od pliocenskega obdobja - pred obstojem Homo sapiensa. Prvi vinogradi so se razvili okoli dveh mest: Béziers in Narbonne. Mediteransko podnebje in bogata prst, ki sega od skalnatega peska do goste gline, sta bila zelo primerna za pridelavo vina in ocenjujejo, da je bila v 20. stoletju v tej regiji proizvedena ena od desetih steklenic vina na svetu (Robinson 1999: 395). Kljub tej ogromni količini so znanstvene publikacije in komercialni časopisi pogosto spregledali pomen tega območja, predvsem zato, ker je bilo do 1980-ih zelo malo vina, ki je bilo pridelano s kontroliranim poreklom (Joseph 2005: 190).
Več podjetnikov, kot sta Robert Skalli in James Herrick, je drastično spremenilo podobo regije, zasadilo bolj tržno uspešne sorte grozdja in si prizadevalo za nove klasifikacije AOC. Medtem ko sistem AOC izvira iz 15. stoletja, ima Languedoc-Roussillon nekaj imen, kot so Cabardès, ki po zakonu obstajajo šele od leta 1999 (Joseph 2005: 190).
Regija največ prispeva k viškom vina (ponudba nad povpraševanjem) v Evropski uniji.
Regija Languedoc-Roussillon je sprejela znamko za pomoč pri trženju svojih izdelkov, zlasti, vendar ne omejeno na, vina. Znamka Sud de France je bila uveljavljena leta 2006, da bi strankam v tujini, ki niso seznanjeni s sistemom klasifikacije AOC, pomagala prepoznati vina, ki izvirajo iz območja, znamka pa se uporablja tudi za druge proizvode, vključno s siri, oljčnimi olji in pitami.